# Deutscher Marinebund
Der 1891 gegründete Deutsche Marinebund (DMB) ist der Dachverband von über 300 örtlichen Vereinen, Clubs und Marinekameradschaften. Mitglieder des eingetragenen Vereins sind aktive und vor allem ehemalige Angehörige der Marine. Der Marinebund hat 16 Landesverbände und seinen Sitz in Laboe.

## Zweck und Ziele
Der DMB hat es sich zur Aufgabe gemacht, das maritime Bewusstsein in Deutschland zu fördern. Der DMB ist politisch und weltanschaulich unabhängig. Das Marine-Ehrenmal Laboe, ein internationales Mahnmal für den Frieden, ist im Besitz des DMB und wird von ihm erhalten. Er unterhält auch das am Ehrenmal liegende Museumsschiff U 995.
Eine Unterorganisation des Marinebundes unterstützt die Jugendarbeit, der Marine-Regatta-Verein fördert den Wassersport. Auf internationaler Ebene gehört der DMB der International Maritime Confederation (IMC) an.

## Bildungswerk
Der DMB hat 2012 als gemeinnützige Stiftung die Deutsche Maritime Akademie (DMA) gegründet. Die DMA ist das Bildungswerk des Marinebundes und soll das Wissen um die Bedeutung der See, der Schifffahrt, der  maritimen Wirtschaft und der Meerespolitik fördern.

## Geschichte
Am 14. März 1891 wurde als Vorläufer der „Bund Deutscher Marinevereine“ in Kiel konstituiert. Es konnten nur aktive und ehemalige Marineangehörige aller Dienstgrade Mitglied werden. Die Pflege der Kameradschaft, der Gedankenaustausch über das gemeinsam Erlebte und Wohlfahrtseinrichtungen für die Mitglieder standen im Mittelpunkt. 1926 wurde der Verein Jugend im Deutschen Marinebund e. V. gegründet.
Nach Ende des Ersten Weltkrieges entstand die Idee, eine Gedenkstätte für die gefallenen Marinesoldaten zu errichten. 1936 wurde das Marine-Ehrenmal in Laboe eingeweiht. In der Zeit des Nationalsozialismus verlor der Marinebund seine Selbstständigkeit, er wurde am 4. März 1935 gleichgeschaltet. Der neue Name war Nationalsozialistischer Deutscher Marine-Bund e. V. (NSDMB) und der Bund war dem Oberbefehlshaber der Kriegsmarine unterstellt. Sitz des Bundes war Bremen. Der NSDMB gab die Deutsche Marinezeitung heraus. Ziel des Marinebundes in der Zeit des Nationalsozialismus war eine Stärkung des nationalsozialistischen Expansionsstrebens, die in der Zielsetzung „Verbreitung und Erhaltung des Glaubens an die Notwendigkeit deutscher Seegeltung und des Willens zu Seegeltung“ deutlich wird.
Am 20. Dezember 1952 wurde der Verein Deutscher Marinebund e. V. als Dachverband aller Marine-Vereine und -Kameradschaften in Wilhelmshaven neu gegründet. Es konnten nun auch Nicht-Marineangehörige als Mitglieder aufgenommen werden, wenn sie sich dem maritimen Gedanken verpflichtet fühlten.

## Präsidium
Die etwa 200 Delegierten des 112. Abgeordnetentages des Deutschen Marinebundes e. V.  (DMB) bestätigten und ergänzten in Hameln ihre Führungsspitze:
- Präsident Heinz Maurus, Staatssekretär a. D., Kapitänleutnant d. R.,
- Vizepräsident Christian Bock, Flottillenadmiral
- Vizepräsident Werner Schiebert, Stabskapitänleutnant a. D.
- Vizepräsident Dr. Michael Stehr, Jurist
- Schatzmeister Hans Musehold, Steuerberater und Wirtschaftsprüfer

## Liste der Präsidenten
| Name      | Amtszeit                 |
| --------- | ------------------------ |
| 1891–1892 | Meller (erste Amtszeit)  |
| 1893–1895 | Potenberg                |
| 1896–1899 | Meller (zweite Amtszeit) |
| 1900–1901 | Karl Paschen             |
| 1901–1905 | Fritsch                  |
| 1905–1908 | Jahn                     |
| 1908–1919 | Adolf Thiele             |
| 1919–1928 | Heinrich Trendtel        |
| 1928–1933 | Bernhard Rösing          |
| 1933–1945 | Ernst Hintzmann          |
| 1954–1956 | Otto Kretschmer          |
| 1956–1958 | Hellmuth Heye            |
| 1958–1968 | Ernst Lucht              |
| 1968–1969 | Kurt Weyher              |
| 1969–1983 | Friedrich Rohlfing       |
| 1983–1991 | Hans-Arend Feindt        |
| 1991–1999 | Hansdieter Christmann    |
| 1999–2005 | Michael Kämpf            |
| 2005–2017 | Karl Heid                |
| seit 2017 | Heinz Maurus             |